# Tornabuoni (Familie)

Wappen der Tornabuoni

Die Tornabuoni bezeichnet eine Familie des frühneuzeitlichen Florenz aus dem Wirkungskreis der Medici. Bekannt geworden ist sie besonders durch ihre Patronageprojekte, etwa die Tornabuoni-Kapelle in der Kirche Santa Maria Novella in Florenz. Zu den bekanntesten Mitgliedern der Familie zählen die Geschwister Lucrezia und Giovanni Tornabuoni sowie Giovanna Tornabuoni.

## Geschichte

### Ursprung
Am Ende des 14. Jahrhunderts spalteten sich die Tornabuoni von ihrem adligen Stamm – den Tornaquinci – ab. Grund für diese Abspaltung war der Wunsch nach politischer Teilhabe. Da es Mitgliedern der Aristokratie im Florentiner Trecento verboten war, politische Ämter zu übernehmen, sagte sich Simone Tornabuoni im Jahr 1393 vom adligen Hauptzweig los und gründete eine neue Familie. Damit entstammen die Tornabuoni zwar ursprünglich dem traditionsreichen und mächtigen Adelsgeschlecht der Tornaquinci – die Tornabuoni des 15. Jahrhunderts zählten aber zu den neuen Familien, der gente nuova.

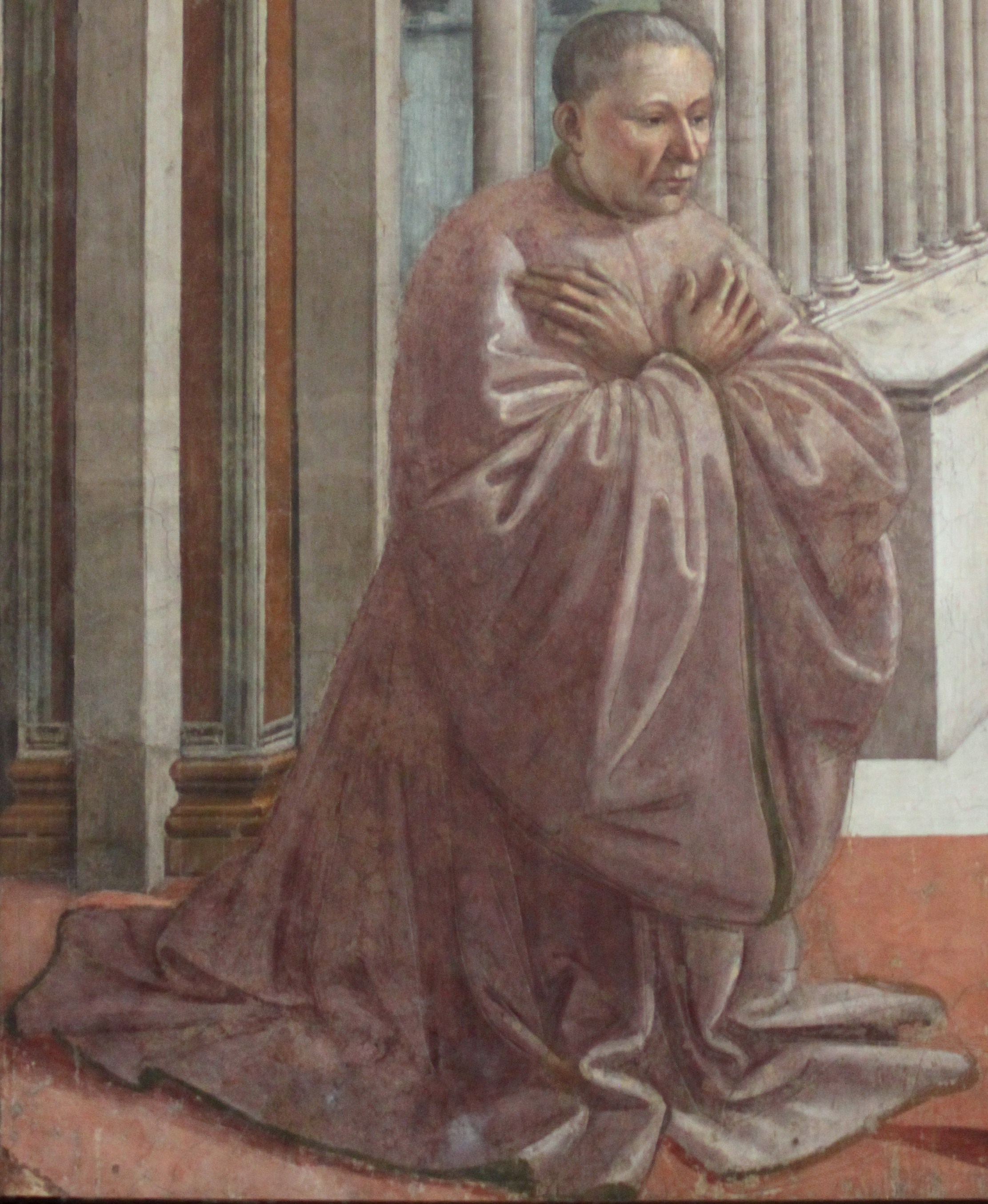
Domenico Ghirlandaio und Werkstatt: Stifterbildnis des Giovanni Tornabuoni, 1486–1490, Fresko, Stirnwand, Tornabuoni-Kapelle, Santa Maria Novella, Florenz, Detail

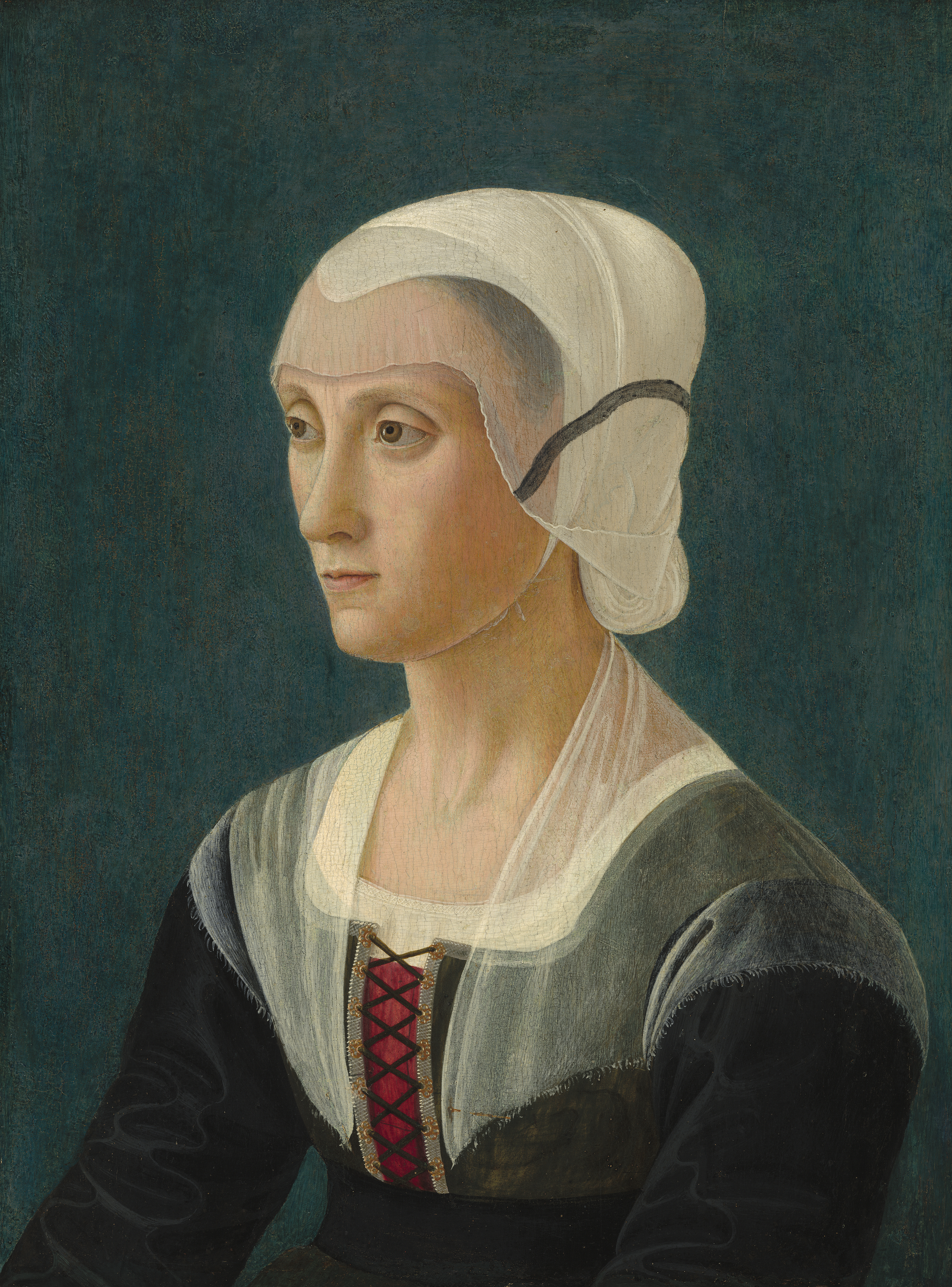
Domenico Ghirlandaio Umfeld: Porträt einer Frau (Lucrezia Tornabuoni?), um 1475, Tempera und Öl auf Eichenholz, National Gallery, Washington DC

### Blütezeit
Die Tornabuoni etablierten sich im ersten Drittel des 15. Jahrhunderts in der politischen Arena beginnend mit Francesco Tornabuoni, dem Sohn des Familiengründers Simone. In der zweiten Hälfte des 15. Jahrhunderts, besonders zwischen 1470 und 1490, ist die höchste Dichte von Familienangehörigen in offiziellen Ämtern anzutreffen.
Insgesamt bezeugen die archivarischen Quellen der Stadt eine massive Präsenz der Tornabuoni insbesondere im Finanzsektor. In den Einträgen beim Katasteramt finden sich Hinweise, die auf ein Florentiner Warenlager der Tornabuoni und auf Handelsaktivitäten im Textilsektor schließen lassen. Von ihrem gehobenen gesellschaftlichen Status gibt die Mitgliedschaft in der prestigeträchtigen Zunft Arte di Calimala, nachweislich seit Filippo di Simones Beitritt im April 1396, ein aufschlussreiches Bild ab.
Mit den Geschwistern Giovanni und Lucrezia Tornabuoni traten nach der Jahrhundertmitte die beiden prominentesten Vertreter der Familie in Erscheinung. Lucrezia (1425–1482) war Autorin von Lobgesängen und verfasste in großem Umfang Familienbriefe. Sie stand in regem Austausch mit dem humanistischen Literaten Angelo Ambrogini, genannt Poliziano, und inspirierte Luigi Pulcis Gedicht „Morgante“. Ihre Bekanntheit ist aber vor allem dem Umstand geschuldet, dass sie die Mutter von Lorenzo de’ Medici, dem Prächtigen, ist.
Lucrezias Bruder Giovanni (1428–1497) erlangte Ansehen und Wohlstand als Bankier der Medici. Nicht nur Giovannis beruflicher und wirtschaftlicher Erfolg sicherte den Tornabuoni eine gesellschaftliche Stellung unter den ersten Familien der Republik. Vor allem auch seine Patronagepraxis ist als Ausdruck der hohen Ambitionen der Tornabuoni zu verstehen, im engsten Kreis der politischen Entscheidungsträger mitzuwirken. Giovanni ist der erste Tornabuoni, der sich nachweislich als Stifter betätigte.

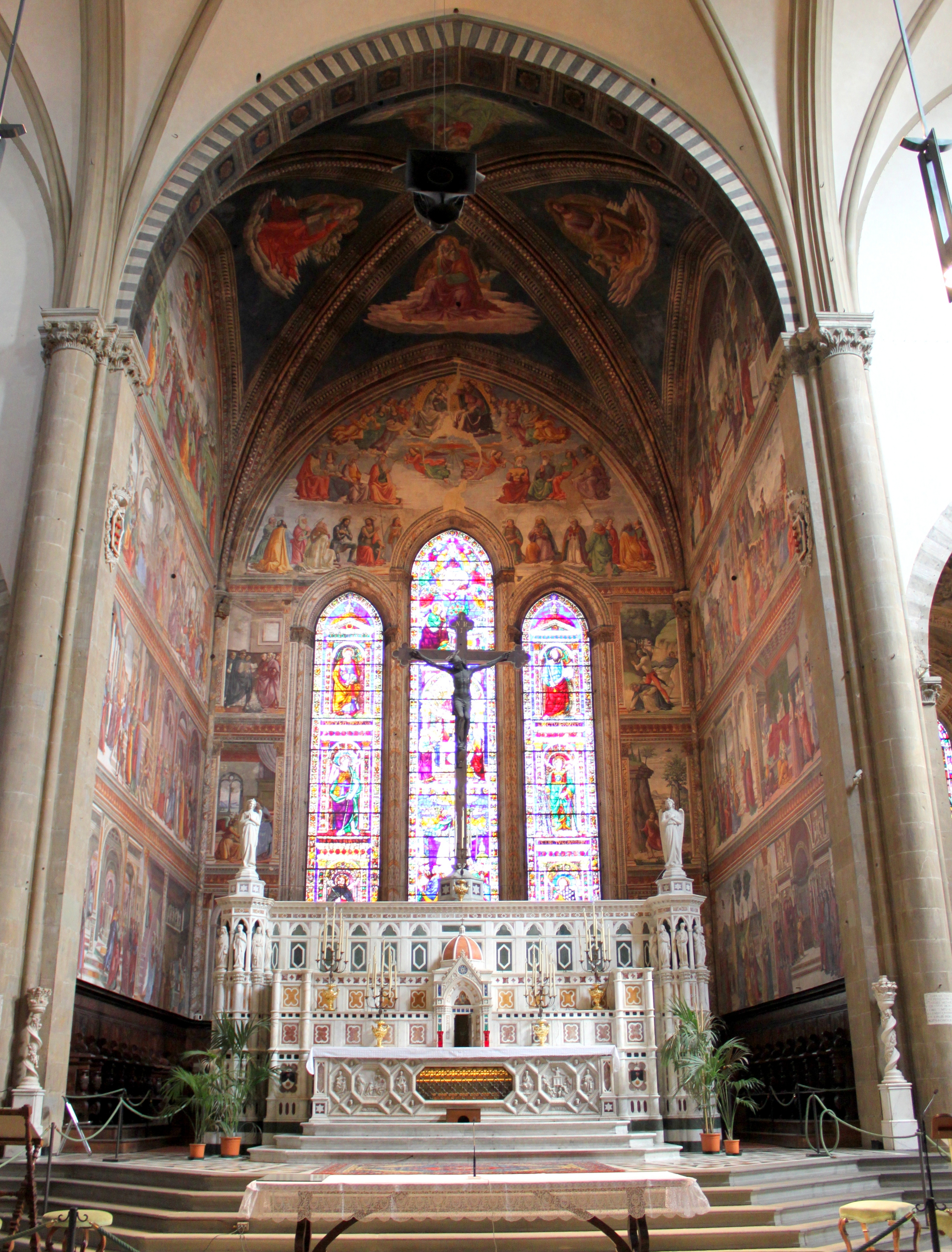
Domenico Ghirlandaio und Werkstatt, Tornabuoni-Kapelle, 1486–1490, Freskenzyklus, Santa Maria Novella, Florenz

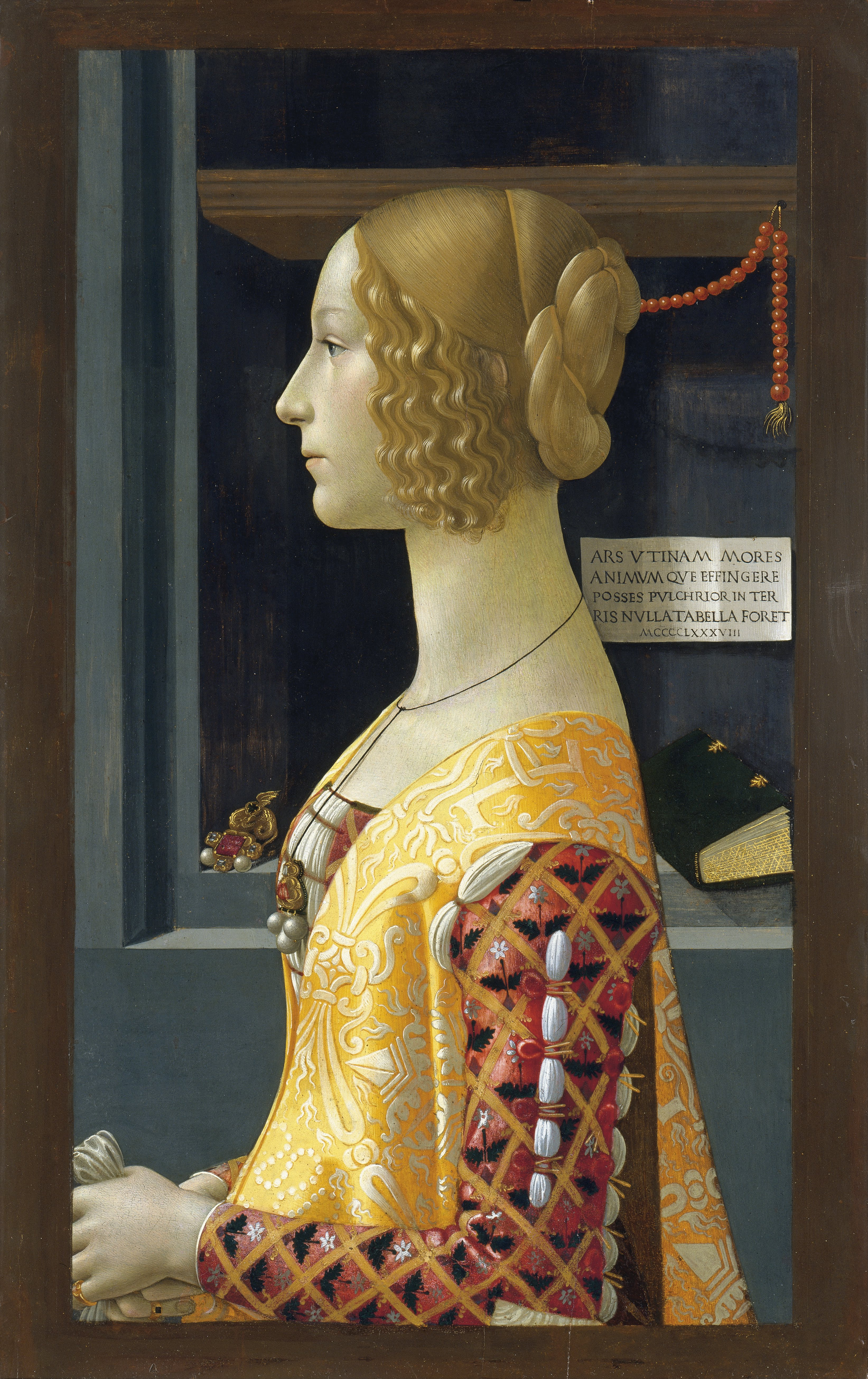
Domenico Ghirlandaio: Porträt der Giovanna degli Albizzi Tornabuoni, 1489–1490, Tempera und Öl auf Holz, Museo Thyssen-Bornemisza, Madrid

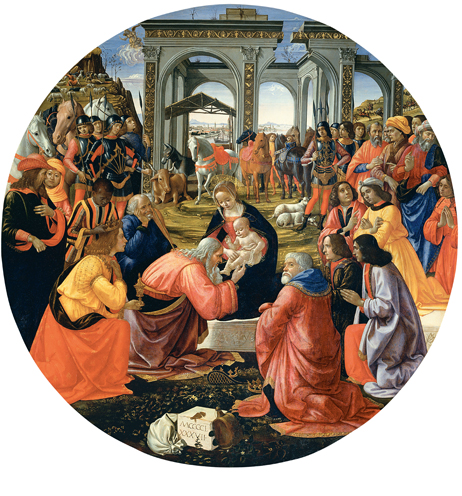
Domenico Ghirlandaio: Anbetung der heiligen drei Könige, vor 1487, Tempera auf Holz, ursprüngl. Camera di Lorenzo im Palazzo Tornabuoni, Galleria degli Uffizi, Florenz

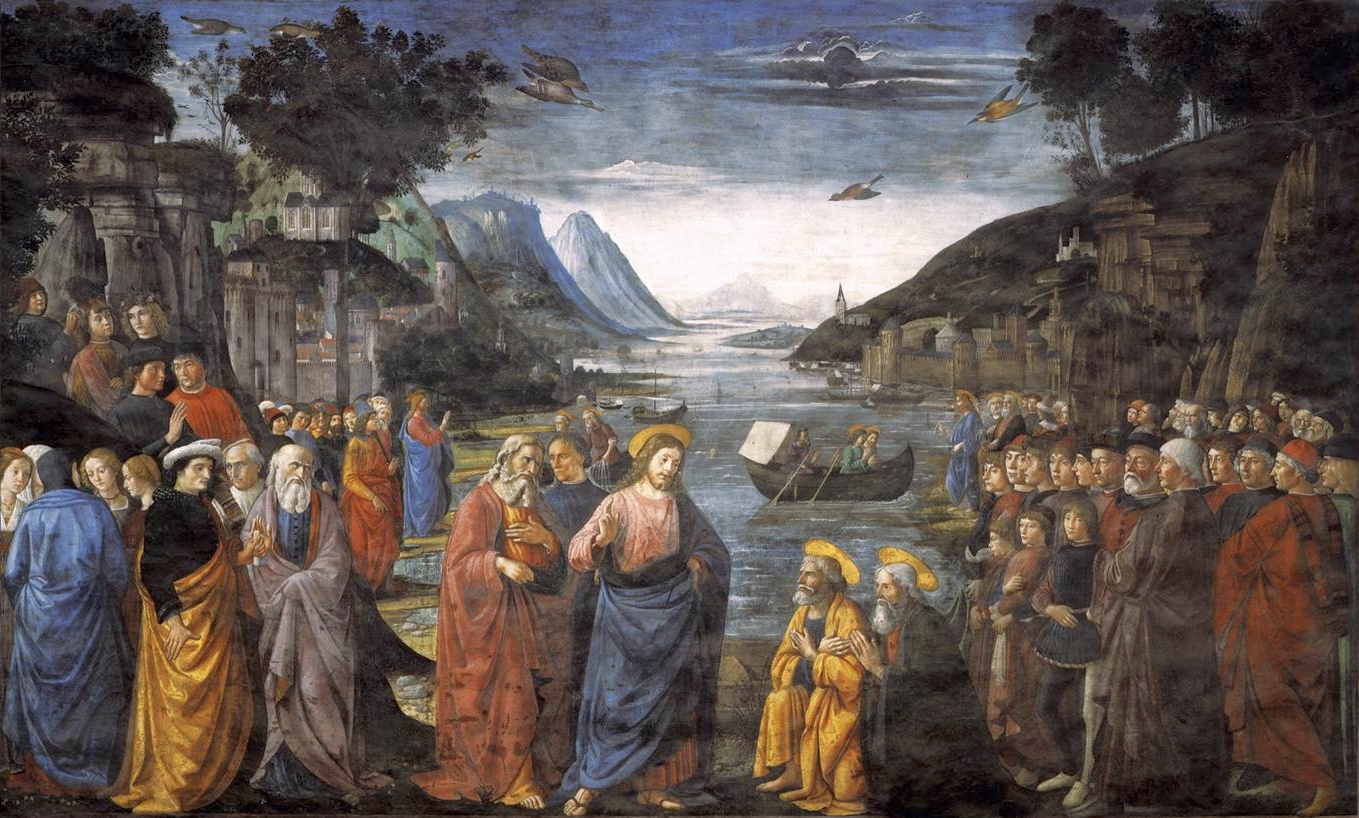
Domenico Ghirlandaio: Berufung der Apostel, 1481, Fresko, Sixtinische Kapelle, Vatikanische Museen, Vatikanstadt

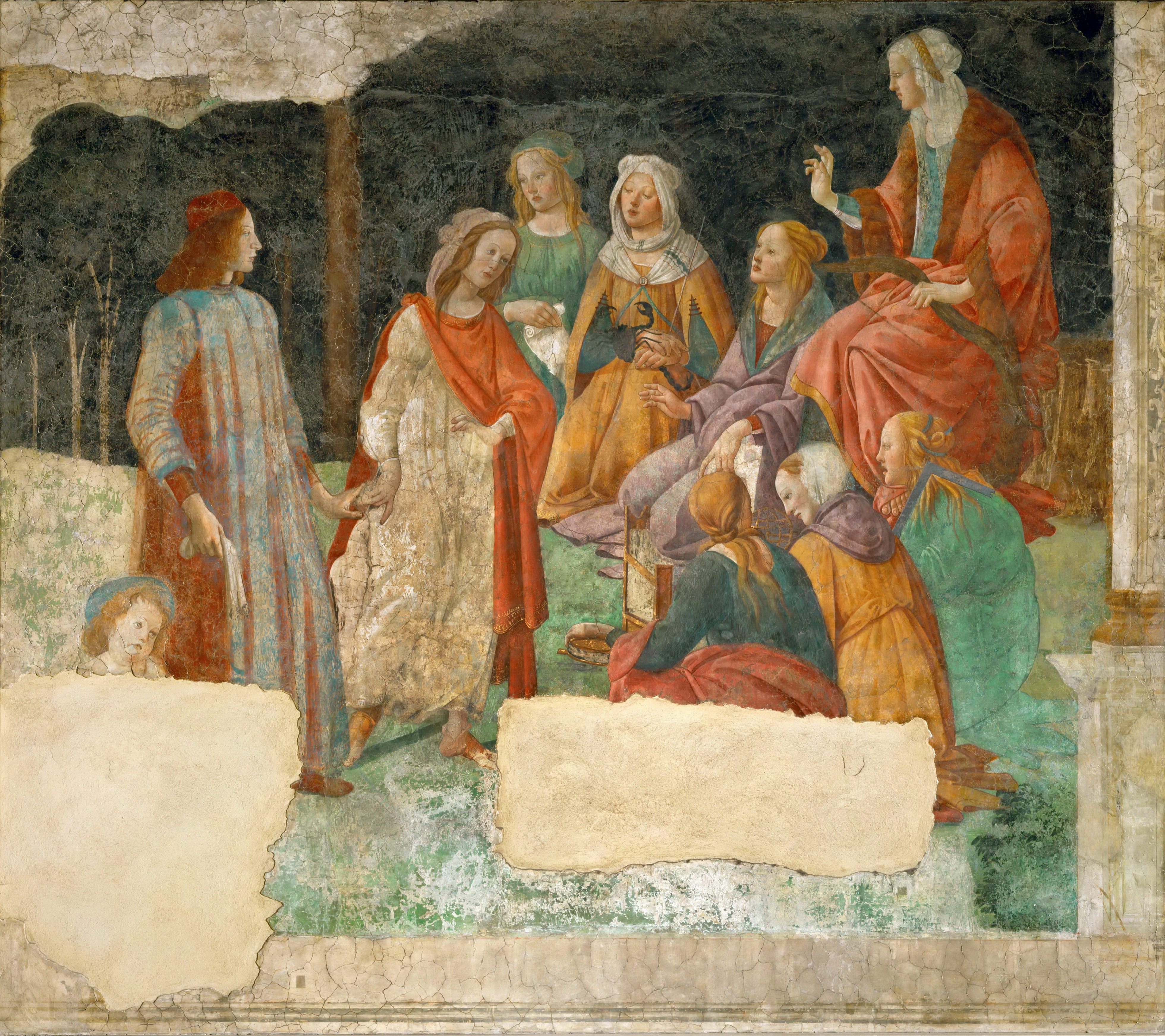
Sandro Botticelli: Ein junger Mann (Lorenzo Tornabuoni) wird von der Grammatik den Sieben Freien Künsten vorgestellt, um 1486, Fresko transferiert auf Leinwand, Musée du Louvre, Paris

### Patronageprojekte
Für den sakralen Raum gab Giovanni Tornabuoni die Ausstattung der Tornabuoni-Kapelle (1486–1490) im Chor der Kirche Santa Maria Novella in Auftrag mit Wandfresken, Altarbildern, narrativen Fensterdekorationen, Mobiliar und liturgischem Gerät. Darüber hinaus veranlasste er die Dekoration einer Memorialkapelle zu Ehren seiner verstorbenen Frau Francesca Pittis in Santa Maria sopra Minerva in Rom (nach 1477). Im profanen Bereich ließ er einen Stadtpalast und zwei Villen auf dem Land errichten. Eines der Landhäuser war die Villa Macerelli in Careggi (die heutige Villa Lemmi), das andere, genannt Le Bracche, in der Nähe von Castello. Der Bau des Palazzo (heute Palazzo Corsi) in der heutigen Via Tornabuoni im Stadtviertel Santa Maria Novella war 1469 abgeschlossen. Drastische Renovierungsmaßnahmen in den 1880er Jahren haben jedoch den ursprünglichen Zustand stark verändert. Ein erhaltenes Inventar von 1498 bezeugt, dass das Interieur des Palazzo Tornabuoni im Vergleich zu anderen Quattrocento-Palästen besonders prachtvoll ausgestaltet war.
Giovannis Sohn Lorenzo Tornabuoni, ein enger Vertrauter von Piero di Lorenzo de’ Medici und Ehemann von Giovanna Tornabuoni, setzte die Patronagepraxis des Vaters mit der Projektierung einer Familienkapelle in der Zisterzienserkirche Cestello, der Ausstattung seiner Hochzeitsgemächer im Palazzo Tornabuoni und zahlreichen Tafelbildern zur privaten Andacht in eindrucksvoller Weise fort. Zu den von Lorenzo Tornabuoni in Auftrag gegebenen Bildern zählen unter anderem Domenico Ghirlandaios berühmtes Madrider Porträt der Giovanna Tornabuoni und ein Tondo mit dem Drei-Königs-Motiv, ebenfalls von Ghirlandaio. Die Cappella Tornabuoni in Cestello war gedacht als Memorial-Ort für Lorenzos 1488 verstorbene Frau Giovanna und wurde im Juni 1491 geweiht.
Lorenzos Porträt wurde insgesamt mindestens vier Mal festgehalten: In zwei Freskodarstellungen Ghirlandaios – dreizehnjährig in der Sixtinischen Kapelle in Rom und als junger Erwachsener in der Tornabuoni-Kapelle –, auf einer Porträtmedaille Niccolò Fiorentinos und in Sandro Botticellis Fresko im Landhaus der Tornabuoni in Careggi, das sich heute im Louvre befindet.